# Gemerská Poloma
Gemerská Poloma je obec na Slovensku v okrese Rožňava, která vznikla spojením dvou samostatných obcí Malá Poloma a Veľká Poloma. Původně na území existovala jedna obec s názvem Poloma, která byla koncem 14. století rozdělena na dvě samostatné obce. První písemná zmínka o obci pochází z roku 1282.

## Poloha a přírodní poměry
Gemerská Poloma se nachází v západní části Košického kraje na severu okresu Rožňava. Leží na křižovatce silnic I/67 a II/533 mezi obcemi Betliar a Henckovce. Obcí protéká Súľovský potok, který se na jihu obce vlévá do říčky Slaná. Jižně od obce se nachází vrch Turecká a severozápadně Volovec (1293 m). Sedlo Súľová leží severně od obce.

## Těžba
Asi 4 km severně od obce se nachází významné ložisko mastku, objevené v roce 1985. Ložiska mastku jsou lokalizována v betliarských vrstvách silurského stáří. Tektonicky je lze zařadit do gelnické skupiny gemerika. Mastek je v ložisku doprovázen magnezitem, kalcitem, dolomitem, chloritickými a grafitickými břidlicemi. Příprava těžby začala v roce 2000. Právo na těžbu původně patřilo firmě Rima Muráň, pro nedostatečnou rychlost přípravných prací byla nakonec upřednostněna rakouská firma VSK Mining. Ložisko by mělo v období své plné exploatace patřit mezi nejvýznamnější v Evropě.

## Památky
V obci stojí evangelický kostel z roku 1787, postavený na základě tolerančního patentu a římskokatolický kostel sv. Jozefa z roku 1802.

## Osobnosti
Ve Veľké Polomi se narodil Peter Kellner-Hostinský, spisovatel, politik, historik a redaktor, nazývaný též „pravá ruka“ Ľudovíta Štúra a Peter Madáč, slovenský lékař, chemik, odborný spisovatel a publicista.

## Partnerská města
- Pustá Polom, Česko